# Chris Stuckmann
Chris Stuckmann (Ohio, 1988) è un produttore cinematografico, critico cinematografico e youtuber statunitense. A Gennaio 2021, il canale di Stuckmann aveva oltre 1,85 milioni di sottoscrittori e oltre 590 milioni di visualizzazioni su YouTube. Nel sito di aggregazione di recensioni Rotten Tomatoes è un critico approvato e un membro della Critics Choice Association.

## Vita personale
Stuckmann si è interessato alla critica cinematografica fin dalla giovane età, scrivendo brevi recensioni di film già all'età di quattordici anni. La sua ispirazione principale tra i critici cinematografici professionisti è arrivata da Roger Ebert, nel programma televisivo Siskel & Ebert & the Movies che Ebert ha ospitato insieme a Gene Siskel. Seguendo queste trasmissioni ha "scoperto l'idea di un dibattito su un film, ma rispettoso".
Stuckmann cita la sua esperienza nel vedere Signs al cinema da bambino come la sua principale ispirazione per diventare un regista. Tra i registi che Stuckmann ha citato per averlo fortemente influenzato includono George Lucas, Steven Spielberg, M. Night Shyamalan e Christopher Nolan. Durante il liceo, Stuckmann ha scritto e diretto numerosi film fatti in casa e cortometraggi con amici e familiari.
In un suo video dell'8 Gennaio 2021 ha raccontato la sua esperienza di fuoriuscito dai testimoni di Geova dopo una infanzia e una adolescenza travagliati e di come la sua attività di youtuber sia stata inizialmente ostacolata costringendolo a chiudere il suo primo Canale nel 2009; ha inoltre dichiarato apertamente la sua pansessualità dicendosi certo che a causa di questa rivelazione non potrà avere contatti futuri con la sua famiglia di origine che ancora segue pedissequamente la morale di quella religione.

## Carriera

### Youtube
Ha iniziato a pubblicare recensioni di film su YouTube quando aveva vent'anni nel 2009. Quando ha iniziato c'era solo un piccolo gruppo di altri video blogger che recensivano i film su YouTube. Si è anche occupato di recensire di programmi televisivi, anime e videogiochi. Le sue recensioni sono generalmente prive di spoiler; tuttavia, pubblica occasionalmente recensioni con spoiler per film che ritiene possano essere ulteriormente analizzati e spiegati.
Stuckmann è diventato tra i critici cinematografici più popolari sul sito web, con un seguito di oltre 1,85 milioni di sottoscrittori a dicembre 2020. Stewart Fletcher di Moviepilot ha classificato il canale YouTube di Stuckmann come il canale numero uno a cui i fan del cinema dovrebbero iscriversi.